# Southwest Division (National Basketball Association)
Southwest Division är en av sex divisioner i den nordamerikanska basketligan National Basketball Association (NBA) och den bildades inför säsongen 2004/2005. Fyra gånger har lag från Southwest vunnit NBA-titeln. Southwest Division är en av tre divisioner som tillhör Western Conference och innehåller följande fem lag sedan säsongen 2004/2005:
- Dallas Mavericks
- Houston Rockets
- Memphis Grizzlies
- New Orleans Hornets
- San Antonio Spurs

## Divisionsmästare
| - 2005: San Antonio Spurs - 2006: San Antonio Spurs - 2007: Dallas Mavericks - 2008: New Orleans Hornets - 2009: San Antonio Spurs - 2010: Dallas Mavericks - 2011: San Antonio Spurs - 2012: San Antonio Spurs | - 2013: San Antonio Spurs - 2014: San Antonio Spurs - 2015: Houston Rockets - 2016: San Antonio Spurs - 2017: San Antonio Spurs - 2018: Houston Rockets - 2019: Houston Rockets |

## Southwest Division-titlar
- 9: San Antonio Spurs
- 3: Houston Rockets
- 2: Dallas Mavericks
- 1: New Orleans Hornets

## NBA-mästare från Southwest Division
- 2004/2005 – San Antonio Spurs
- 2006/2007 – San Antonio Spurs
- 2010/2011 – Dallas Mavericks
- 2013/2014 – San Antonio Spurs